# Max Cappabianca
Max Immanuel Cappabianca OP (* 1971 in Frankfurt am Main) ist ein römisch-katholischer Ordensgeistlicher (Dominikaner) und kirchlicher Journalist. Der Deutschitaliener war bis Ende 2016 Mitarbeiter der deutschsprachigen Abteilung von Radio Vatikan und der Ostkirchenkongregation in Rom. Am 15. April 2017 übernahm er im Auftrag des Erzbistums Berlin als Studentenpfarrer die Begleitung der Katholischen Studierendengemeinde Berlin.

## Leben
Seine Eltern kamen als italienische Gastarbeiter aus Neapel nach Deutschland. Als Priesteramtskandidat für das Bistum Limburg begann er nach dem Abitur sein Studium der Philosophie und Theologie an der Philosophisch-Theologischen Hochschule Sankt Georgen der Jesuiten. 1994 trat Max Cappabianca in den Dominikanerorden ein und verbrachte anschließend zwei Jahre im Dominikanerkloster St. Paulus in Worms, wo sich das Noviziat der norddeutschen Provinz Teutonia befand. Seit 1996 lebte er im Düsseldorfer Konvent seines Ordens und setzte sein Theologiestudium in Bonn fort. Nach dessen Abschluss absolvierte er 1999 ein neunmonatiges Praktikum beim Jour du Seigneur in Paris, der katholischen Fernseharbeit bei France 2. Karl Kardinal Lehmann spendete ihm im Jahr 2000 in Mainz die Priesterweihe. Als Kaplan wirkte er in vier Gemeinden in der Düsseldorfer Altstadt. 2003 ließ er sich beim Institut zur Förderung des publizistischen Nachwuchses zum Journalisten ausbilden und war danach bei der Katholischen Fernseharbeit der Deutschen Bischofskonferenz tätig und außerdem für die Öffentlichkeitsarbeit seines Ordens zuständig. Er arbeitete in den Redaktionen mehrerer Zeitschriften mit und war freier Mitarbeiter bei kirchlichen Hörfunkprogrammen, darunter dem Domradio.
Ab April 2006 lebte er in Rom und war als hauptamtlicher Redakteur in der deutschsprachigen Abteilung von Radio Vatikan beschäftigt. Im gleichen Jahr nahm er neben seiner italienischen auch die deutsche Staatsangehörigkeit an. 2009 wurde er Mitarbeiter der vatikanischen Kongregation für die Ostkirchen. Als solcher wurde er 2011 als Nachfolger des zum Weihbischof in Brüssel ernannten Léon Lemmens zum Sekretär des katholischen Ostkirchenhilfswerks ROACO (Riunione Opere Aiuto Chiese Orientali) ernannt. Außerdem saß er im Aufsichtsrat zweier Universitäten in Palästina und Jordanien und reiste häufig in den Nahen Osten. Nach elf Jahren verließ er Rom und ging nach Berlin, wo er im Institut M.-Dominique Chenu wohnt, einer im Jahr 2000 im Prenzlauer Berg gegründeten Niederlassung der Dominikaner, die nur 2 km vom Sitz der Berliner Studierendengemeinde Edith Stein auf dem Gelände der Kirche St. Augustinus entfernt liegt.
Seit vielen Jahren kommentiert Max Cappabianca für das ZDF die Gottesdienstübertragungen aus dem Vatikan. Außerdem moderiert er das TV-Verkündigungsformat So gesehen und So gesehen Talk am Sonntag bei Sat.1. Er ist Mitglied der Gesellschaft Katholischer Publizistinnen und Publizisten Deutschlands (GKP).

## Schriften
- (Hrsg.) »Seht das Kreuz…«: Fasten- und Osterpredigten aus dem Dominikanerkloster Düsseldorf. Grupello, Düsseldorf 2003, ISBN 3-89978-004-3.
- (Hrsg.) Lob sei dir: Morgen- und Abendgebet nach dem Stundenbuch. Butzon und Bercker, Kevelaer 2005, ISBN 978-3-7666-0705-8; ISBN 3-7666-0706-5 (in Behältnis, Buch, 2 CDs).
- (Hrsg.) Der Rosenkranz: Gebete und Meditationen. Benno, Leipzig 2006, ISBN 978-3-7462-2132-8.
- (Hrsg.) Benedikt XVI.: Christ sein ist schön!: Ermutigungen für euer Leben. Benno, Leipzig [2008] (Edition Radio Vatikan), ISBN 978-3-7462-2396-4.
- (mit Cletus Wingen OP) Die Perlenkette des Glaubens: Den Rosenkranz beten & meditieren. (Medienkombination) Benno, Leipzig 2008, 2. Auflage 2011, ISBN 978-3-7462-3167-9.